# Saint-Fraimbault-de-Prières
Saint-Fraimbault-de-Prières è un comune francese di 1 030 abitanti situato nel dipartimento della Mayenne nella regione dei Paesi della Loira.

## Società

### Evoluzione demografica
Abitanti censiti